# Stadion Müllerwiese
Das Stadion Müllerwiese ist ein Fußballstadion mit Leichtathletikanlage in der sächsischen Stadt Bautzen. Es ist für 5.000 Zuschauer zugelassen und bietet auf der Haupttribüne 500 überdachte Sitzplätze. Es ist momentan die Heimspielstätte des Fußballvereins FSV Budissa Bautzen. In früheren Zeiten war es der Spielort der BSG Motor Bautzen, dem Vorgängerverein von Budissa Bautzen.

## Geschichte
Das Stadion Müllerwiese wurde am 29. Mai 1929 als „Städtische Kampfbahn Müllerwiese“ eröffnet. Anlässlich des Aufstiegs der BSG Motor Bautzen 1962 in die zweitklassige DDR-Liga wurde es umfangreich erneuert und Platz für 10.000 Zuschauer geschaffen. Der Zuschauerrekord stammt vom 30. April 1966, als im DDR-Pokalfinale 1965/66 zwischen BSG Chemie Leipzig und BSG Lokomotive Stendal (1:0) 15.000 Zuschauer gezählt wurden. Am 26. April 1977 fand im Stadion Müllerwiese das B-Länderspiel DDR gegen Rumänien (1:1) statt. Von Oktober 2000 bis zum Frühjahr 2002 wurde die Anlage für insgesamt 4,2 Millionen Euro saniert. Es erfolgte ein kompletter Um- und Neubau. Seitdem verfügt das Stadion über einen Naturrasenplatz, Beregnungsanlage, Flutlicht, neue Sanitär- und Funktionsräume sowie eine sechsspurige Leichtathletikanlage. Auf dem 24.000 m² großen Stadiongelände befinden sich des Weiteren ein Kunstrasenplatz, ein Basketballfeld und ein Fußballkleinfeld mit Kunstrasenbelag.